# Groß Quassow
Groß Quassow ist ein Ortsteil der Gemeinde Userin im Landkreis Mecklenburgische Seenplatte in Mecklenburg-Vorpommern.

## Geographie
Der Ort liegt drei Kilometer südöstlich von Userin. Die Nachbarorte sind Lindenberg im Norden, Vorderster Kalkofen im Nordosten, Voßwinkeler Schleuse im Osten, Voßwinkel im Südosten, Below im Süden, Klein Quassow im Südwesten, Useriner Mühle im Westen sowie Userin im Nordwesten.

## Sehenswürdigkeiten

### Baudenkmale
In der Liste der Baudenkmale in Userin sind für Groß Quassow fünf Baudenkmale aufgeführt.

## Verkehr

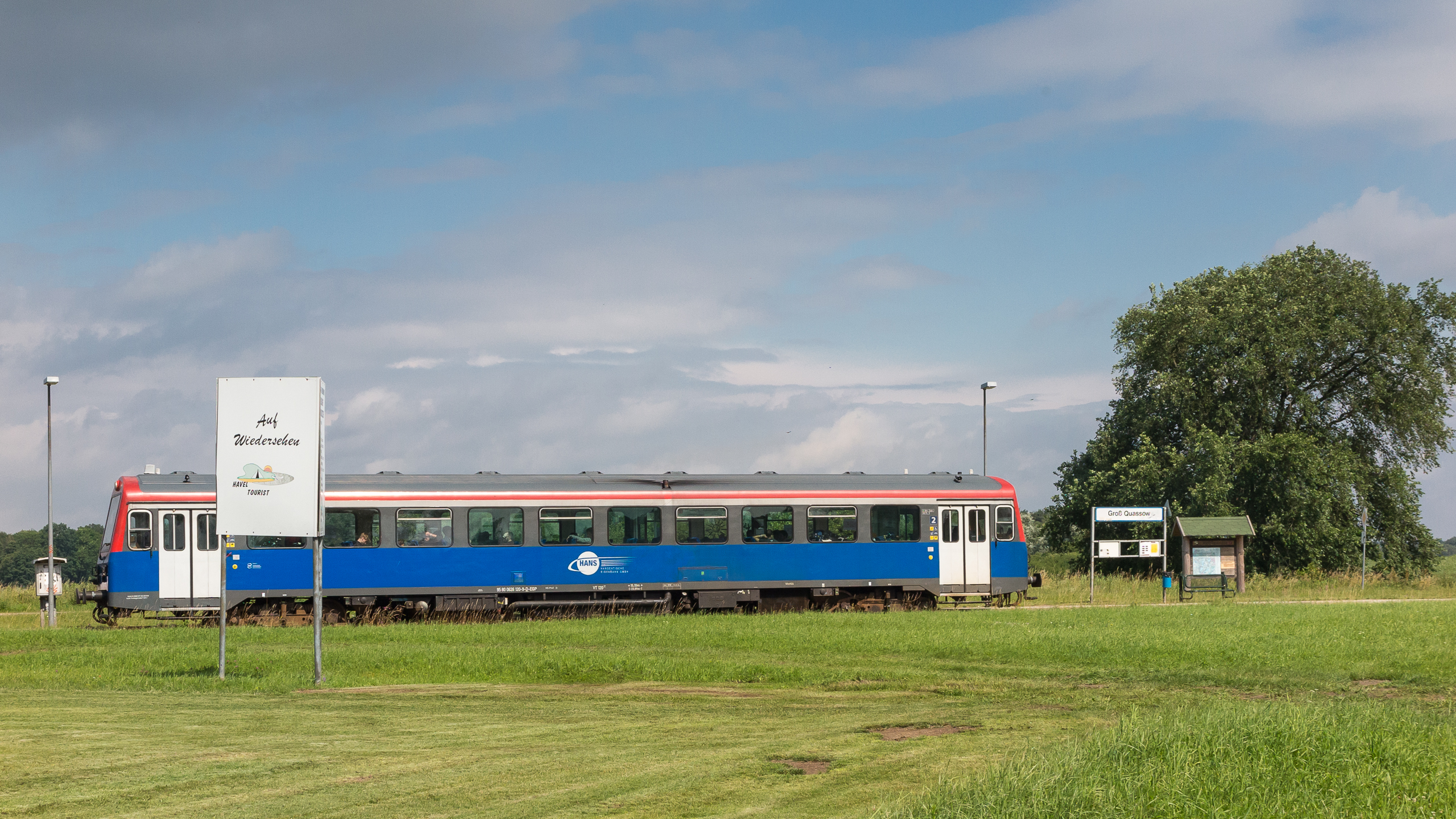
Bedarfs-Haltestelle Groß Quassow

Der Haltepunkt Groß Quassow liegt an der Bahnstrecke Neustrelitz–Mirow. Es verkehren Züge der Linie RB 16 der Hanseatischen Eisenbahn.